# Żuchowiec (Godów)
Żuchowiec – przysiółek wsi Godów w Polsce, położona w województwie świętokrzyskim, w powiecie starachowickim, w gminie Pawłów.
W latach 1975–1998 przysiółek administracyjnie należał do województwa kieleckiego.
II wojna światowa
W dwóch pacyfikacjach dokonanych przez hitlerowców, mających miejsce w dniach 24 maja i 11 listopada 1943 roku zginęło łącznie 136 osób.
Największe ofiary ponieśli mieszkańcy Gębic i Żuchowca.
Zapiski historyczne mówią o zamordowaniu 65 mieszkańców Gębic i Żuchowca, najwięcej z rodzin Surmów, Koniarzów, Gęburów, Szczałubów, Orczyków, Kwietniów, Jeżewskich, Gryzów i Maciągów
Wierni Kościoła rzymskokatolickiego należą do parafii św. Maksymiliana Kolbe w Kałkowie-Godowie.